# Amphiophiura laudata
Amphiophiura laudata är en ormstjärneart som först beskrevs av Jean Baptiste François René Koehler 1904.  Amphiophiura laudata ingår i släktet Amphiophiura och familjen fransormstjärnor. Inga underarter finns listade i Catalogue of Life.